# Bernouville
Bernouville est une commune française située dans le département de l'Eure en région Normandie.

## Géographie

### Localisation
|                        | Bézu-Saint-Éloi |                       |
| Étrépagny              | Bernouville     | Neaufles-Saint-Martin |
| Chauvincourt-Provemont | Dangu           |                       |

### Hydrographie
La commune est située dans le bassin Seine-Normandie. Elle est drainée par la Bonde, deux bras de la Bonde et  et un autre petit cours d'eau,.
La Bonde, d'une longueur de 18 km, prend sa source dans la commune de Nojeon-en-Vexin et se jette  dans la Levrière à Bézu-Saint-Éloi, après avoir traversé sept communes.

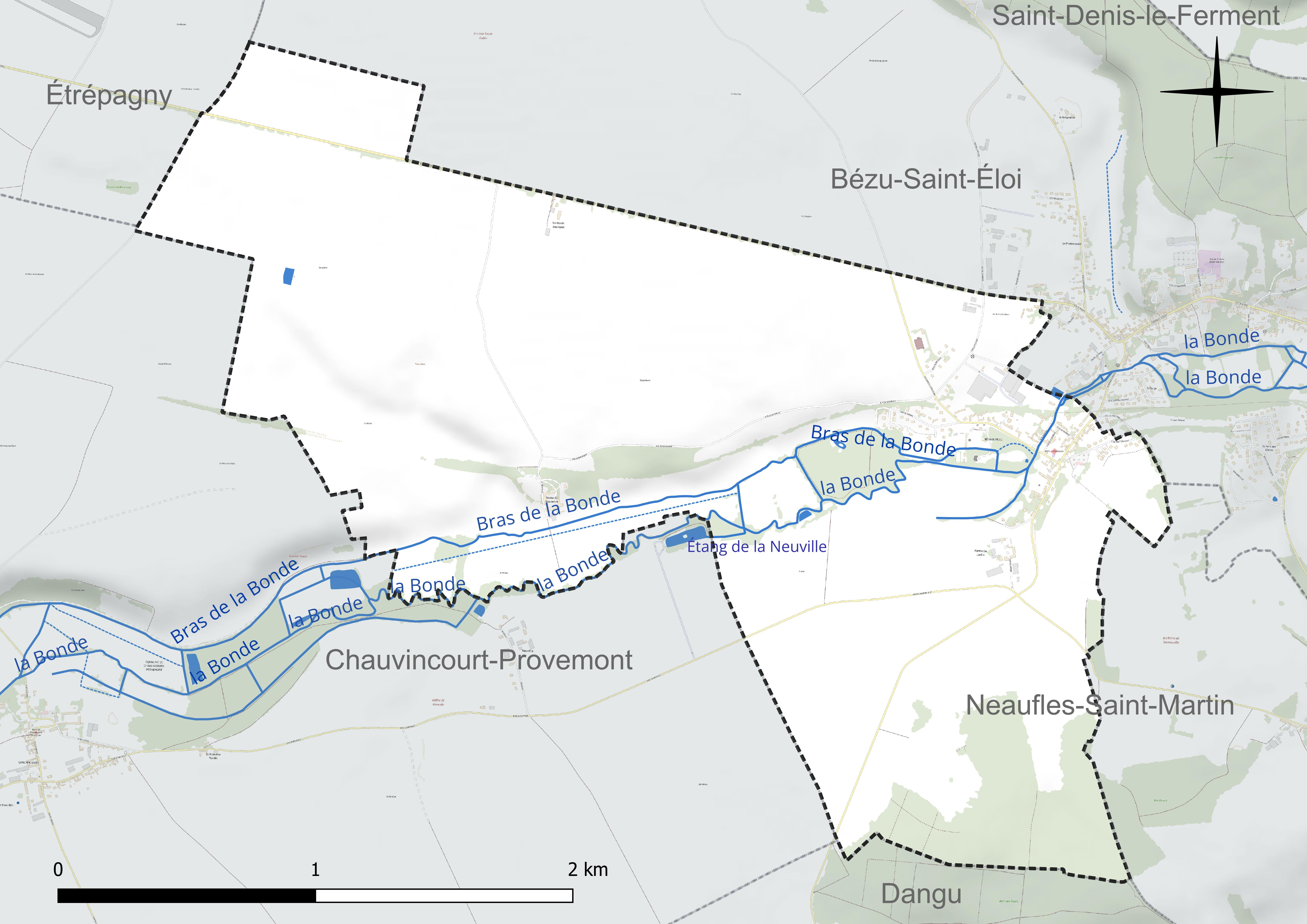
Réseau hydrographique de Bernouville.

### Climat
Pour des articles plus généraux, voir Climat de la Normandie et Climat de l'Eure.
En 2010, le climat de la commune est de type climat océanique dégradé des plaines du Centre et du Nord, selon une étude du CNRS s'appuyant sur une série de données couvrant la période 1971-2000. En 2020, Météo-France publie une typologie des climats de la France métropolitaine dans laquelle la commune est exposée à un climat océanique et est dans la région climatique  Sud-ouest du bassin Parisien, caractérisée par une faible pluviométrie, notamment au printemps (120 à 150 mm) et un hiver froid (3,5 °C). Parallèlement le GIEC normand, un groupe régional d’experts sur le climat, différencie quant à lui, dans une étude de 2020, trois grands types de climats pour la région Normandie, nuancés à une échelle plus fine par les facteurs géographiques locaux. La commune est, selon ce zonage, exposée à un « climat des plateaux abrités », correspondant aux plaines agricoles de l’Eure, avec une pluviométrie beaucoup plus faible que dans la plaine de Caen en raison du double effet d’abri provoqué par les collines du Bocage normand et par celles qui s’étendent sur un axe du Pays d'Auge au Perche.
Pour la période 1971-2000, la température annuelle moyenne est de 10,8 °C, avec  une amplitude thermique annuelle de 14,4 °C. Le cumul annuel moyen de précipitations est de 741 mm, avec 11,8 jours de précipitations en janvier et 8,1 jours en juillet. Pour la période 1991-2020, la température moyenne annuelle observée sur la station météorologique la plus proche, située sur la commune d'Étrépagny à 6 km à vol d'oiseau, est de 11,3 °C et le cumul annuel moyen de précipitations est de 774,0 mm,. Pour l'avenir, les paramètres climatiques de la commune estimés pour 2050 selon différents scénarios d’émission de gaz à effet de serre sont consultables sur un site dédié publié par Météo-France en novembre 2022.

## Urbanisme

### Typologie
Au 1er janvier 2024, Bernouville est catégorisée commune rurale à habitat dispersé, selon la nouvelle grille communale de densité à 7 niveaux définie par l'Insee en 2022.
Elle est située hors unité urbaine. Par ailleurs la commune fait partie de l'aire d'attraction de Paris, dont elle est une commune de la couronne,. 

### Occupation des sols
L'occupation des sols de la commune, telle qu'elle ressort de la base de données européenne d’occupation biophysique des sols Corine Land Cover (CLC), est marquée par l'importance des territoires agricoles (88,8 % en 2018), une proportion identique à celle de 1990 (88,8 %). La répartition détaillée en 2018 est la suivante : 
terres arables (72,8 %), prairies (8,2 %), zones agricoles hétérogènes (7,9 %), zones urbanisées (5,6 %), forêts (5,6 %). L'évolution de l’occupation des sols de la commune et de ses infrastructures peut être observée sur les différentes représentations cartographiques du territoire : la carte de Cassini (XVIIIe siècle), la carte d'état-major (1820-1866) et les cartes ou photos aériennes de l'IGN pour la période actuelle (1950 à aujourd'hui).

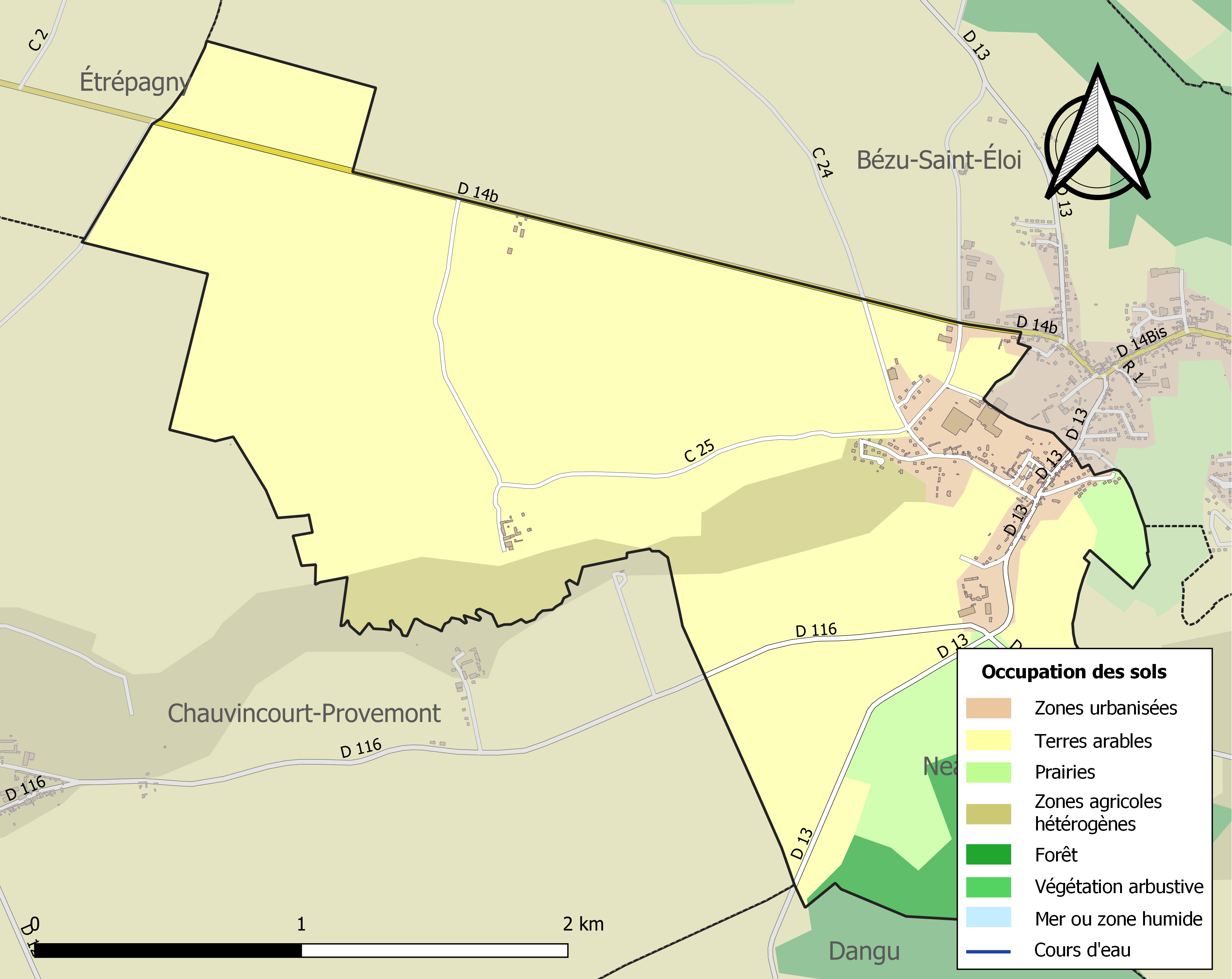
Carte des infrastructures et de l'occupation des sols de la commune en 2018 (CLC).

## Toponymie
Le nom de la localité est attesté sous les formes Bernouvilla vers 1160 (ch. de Henri II), Bernouville en 1198 (rôles de l’Échiquier),, Bernovilla entre 1236 et 1244.
Il s'agit d'une formation toponymique médiévale en -ville au sens ancien de « domaine rural ». Le premier élément Bernou- représente un anthroponyme selon le cas général. Sa nature exacte reste à déterminer. Si le premier élément est bien l'élément anthroponymique germanique occidental Bern- (« ours »), le second - réduit à -o / -ou - laisse deux possibilités : -old(us) comme dans Bénouville (Seine-Maritime, Bernoldi villa[m] 1137-1175, Bernovilla[m] 1179). Bernold(us) est un nom de personne issu du germanique continental dont la forme originelle est Bernwald. Cependant le second élément après Bern- peut être -ulf(us) / -olf(us), d'où Bernulf(us) / Bernolf(us) formes anglo-scandinaves de l'anthroponyme vieux norrois Bjǫrnulfr. La dernière hypothèse est moins forte car Bernouville est situé en dehors de l'aire de diffusion de la toponymie anglo-scandinave.
L'une ou / et l'autre de ces deux noms se perpétuaient dans les patronymes normands Bernout (Orne) et Bernoult (Cotentin).

## Politique et administration
| Période                                  | Période     | Identité                    | Étiquette | Qualité                                                                 |
| ---------------------------------------- | ----------- | --------------------------- | --------- | ----------------------------------------------------------------------- |
| ca 1912                                  |             | Boyer                       |           | artisan menuisier, a connu Clemenceau                                   |
| mai 1929                                 | 8 août 1944 | Georges Joignet (1898-1944) |           | Commerçant à Bézu, tué au cours des combats de la Libération par la RAF |
|                                          |             |                             |           |                                                                         |
| dater                                    |             | Maurice Lapôtre             |           |                                                                         |
|                                          |             |                             |           |                                                                         |
| mars 2001                                | 2008        | Jacques Mace                |           |                                                                         |
| mars 2008                                | en cours    | Pascal Guillaume            | DVD       | Artisan                                                                 |
| Les données manquantes sont à compléter. |             |                             |           |                                                                         |

## Démographie
L'évolution du nombre d'habitants est connue à travers les recensements de la population effectués dans la commune depuis 1793. Pour les communes de moins de 10 000 habitants, une enquête de recensement portant sur toute la population est réalisée tous les cinq ans, les populations de référence des années intermédiaires étant quant à elles estimées par interpolation ou extrapolation. Pour la commune, le premier recensement exhaustif entrant dans le cadre du nouveau dispositif a été réalisé en 2008.

En 2022, la commune comptait 317 habitants, en évolution de +6,38 % par rapport à 2016 (Eure : −0,25 %, France hors Mayotte : +2,11 %).
| 1793 | 1800 | 1806 | 1821 | 1831 | 1836 | 1841 | 1846 | 1851 |
| ---- | ---- | ---- | ---- | ---- | ---- | ---- | ---- | ---- |
| 124  | 221  | 222  | 185  | 201  | 211  | 291  | 267  | 251  |

| 1856 | 1861 | 1866 | 1872 | 1876 | 1881 | 1886 | 1891 | 1896 |
| ---- | ---- | ---- | ---- | ---- | ---- | ---- | ---- | ---- |
| 229  | 199  | 202  | 232  | 209  | 205  | 212  | 238  | 252  |

| 1901 | 1906 | 1911 | 1921 | 1926 | 1931 | 1936 | 1946 | 1954 |
| ---- | ---- | ---- | ---- | ---- | ---- | ---- | ---- | ---- |
| 266  | 259  | 262  | 220  | 268  | 256  | 229  | 233  | 240  |

| 1962 | 1968 | 1975 | 1982 | 1990 | 1999 | 2006 | 2008 | 2013 |
| ---- | ---- | ---- | ---- | ---- | ---- | ---- | ---- | ---- |
| 236  | 234  | 203  | 229  | 242  | 349  | 330  | 325  | 302  |

| 2018 | 2022 | - | - | - | - | - | - | - |
| ---- | ---- | - | - | - | - | - | - | - |
| 307  | 317  | - | - | - | - | - | - | - |

## Culture locale et patrimoine

### Lieux et monuments
La commune de Bernouville compte un édifice inscrit au titre des monuments historiques :
- L'église Notre-Dame-de-l'Assomption (XVIe et XVIIe)  Inscrit MH (1927)[28]. La nef comporte encore des éléments du XIVe siècle et la charpente sculptée date du XVIe siècle. Les murs ainsi que le chevet ont été reconstruits au XVIIe siècle. L'église était placée sous le patronage de l'abbé du Bec-Hellouin[29]. L'inscription au titre des monuments historiques ne concerne que la charpente et les voûtes.

Par ailleurs, d'autres édifices sont inscrits à l'inventaire général du patrimoine culturel :
- Le prieuré de clunisiens de Beaumont-le-Perreux (XIIe et XVIIIe)[30]. Ce prieuré a été fondé en 1130 par Robert de Candos. Il dépendait de l'abbaye du Pin avant d'être rattaché à l'abbaye de Longueville-en-Caux[30] ;
- Un château des XVIIe, XVIIIe et XIXe siècles[31] ;
- Une croix de cimetière du XVIIe siècle[32] ;

Est également inscrit à cet inventaire un manoir fortifié, aujourd'hui détruit. Les ruines de cet édifice étaient encore visibles au XIXe siècle.
Autres édifices :
- Le monument aux morts.

### Patrimoine naturel

#### Site inscrit
- L'église  Site inscrit (1932)[34].

### Personnalités liées à la commune
- Georges Clemenceau a choisi en 1908 d'acheter ce qui fut sa première maison de campagne, appelée le Château, "maison carrée à deux ailes, avec une vaste pelouse rectangulaire traversée par un canal, un grand jardin potager, des beaux arbres, un jardin avec des buis et des fleurs", en raison de sa proximité avec Paris et de Giverny, où vécut jusqu'à sa mort en 1926 son grand ami Claude Monet. Il fut un conseiller municipal assidu, pendant quelques mois de 1912[23] avant de rompre l'année suivante avec le maire qui était revenu sur une décision sans avoir consulté le Conseil municipal. En son sein, Clemenceau s'attacha à défendre avec succès les intérêts de la commune contre la sucrerie d'Étrépagny dont les résidus polluaient la petite rivière Bonde,. En 1923 il revendit la propriété qu'il ne fréquentait déjà plus à partir de 1922 : son "château horizontal" au bord de l'océan Atlantique l'attendait dans sa Vendée natale. En 1953, son nom fut donné à une rue de la commune.

### Héraldique
|  | Les armes de la ville se blasonnent ainsi : d’azur à l’église d’argent issant d’un pont d’une arche du même posé sur une champagne aussi d’argent ondée de sable, l’église accostée, à dextre d’un frêne d’or issant du pont et à senestre d’un croissant du même. |